# PGC 29284
LEDA/PGC 29284, auch UGC 5423 oder M81 dwarf B, ist eine leuchtschwache, irreguläre Zwerggalaxie mit ausgedehnten Sternentstehungsgebieten im Sternbild Großer Bär am Nordsternhimmel. Sie ist schätzungsweise 21 Millionen Lichtjahre von der Milchstraße entfernt und hat einen Durchmesser von etwa 10.000 Lichtjahren. Das Objekt liegt an der äußeren Grenze der M81-Gruppe.
Im selben Himmelsareal befinden sich unter anderem die Galaxien Messier 81, Messier 82, NGC 3077, PGC 29254.